# .cm
.cm је највиши Интернет домен државних кодова (ccTLD) за Камерун.